# سیارک ۱۷۰۲۹
سیارک ۱۷۰۲۹ (به انگلیسی: 17029 Cuillandre، نامگذاری:1999FM6) هفده هزار و بیست و نهمین سیارک کشف شده‌است که در ۱۷ مارس ۱۹۹۹ کشف شد.
قدر مطلق سیارک برابر ۲۴.۵ است.